# Cynomorium coccineum
Cynomorium coccineum (L., 1753), comunemente noto come Fungo di Malta, è l'unica pianta appartenente alla famiglia delle Cynomoriaceae, inclusa nel genere Cynomorium. È originario del Nord Africa e in Europa cresce principalmente sulla Rocca del Generale (Fungus Rock), isolotto scoglioso nell'arcipelago maltese.

## Descrizione
È una pianta parassita, priva di clorofilla, senza foglie e di aspetto grossolanamente somigliante a quello di un fungo, benché appartenga ad un regno differente. Può raggiungere un'altezza di 18 cm, ad infiorescenza completamente sviluppata.

## Distribuzione e habitat
Questa specie ha una presenza frammentaria in diverse aree del bacino del Mediterraneo (Spagna, Portogallo, Malta, Algeria, Tunisia, Libia, Palestina, Sinai) e dell'Asia centrale, dall'Iran fino alla Mongolia.

In Italia è presente in Basilicata, Sicilia e Sardegna.
Predilige le aree costiere salmastre.

## Tassonomia
Sono attualmente accettate due diverse sottospecie:
- C. coccineum subsp. coccineum[2], ovvero la specie in sé, è la varietà presente nel bacino del Mediterraneo.
- C. coccineum subsp. songaricum (Rupr.) J.Léonard[3], a volte classificata come C. songaricum, è la varietà diffusa in Asia centro-orientale.

## Utilizzo nella storia
Nei secoli XVI e XVII l'estratto rosso scuro del C. coccineum era impiegato come panacea nel grande ospedale dei Cavalieri di Malta alla Valletta, trovando impiego nel trattamento di piaghe, emorragie, ferite e anche come afrodisiaco. Nei secoli XVII e XVIII la fama del medicinale era tale che l'Ordine di Malta usava venderne piccole quantità per somme esorbitanti alle case reali d'Europa, e la pianta acquisì una rilevante importanza economica. I Maltesi protessero con cura la pianta nel suo minuscolo areale isolano sulla Rocca del Generale, scoglio sito a breve distanza dall'isola di Gozo. All'inizio del XVIII secolo, per la sua protezione, fu edificata una torre di guardia sulla costa; la Rocca, a picco sul mare poteva raggiungersi soltanto attraverso una primitiva funivia manuale, consistente in un cesto appeso ad una fune lunga una quarantina di metri che collegava l'isolotto all'isola di Gozo.